# 득안대로
득안대로(Deugan-daero)는 충청남도 논산시 연무읍 마전리 시계와 상월면 월오리 월오교를 잇는 충청남도 논산시의 도로이다.

## 연혁
- 1987년 7월 29일 : 논산군 논산읍 취암동 700m 구간 개통, 기존 600m 구간 폐지[1]
- 1998년 12월 2일 : 논산시 연무읍 죽평리 ~ 강산동 9km 구간 신설 개통, 기존 구간 폐지[2]
- 2009년 7월 10일 : 2개 이상 시·도에 걸쳐 있는 도로로 득안대로를 고시[3]

## 주요 경유지
충청남도
- 논산시 (연무읍 - 은진면 - 취암동 - 부창동 - 성동면 - 광석면 - 노성면 - 상월면)

## 노선
| 이름                            | 접속 노선                                | 소재지        | 소재지        | 비고                                                     |
| 호남로와 직결                   | 호남로와 직결                            | 호남로와 직결 | 호남로와 직결 | 호남로와 직결                                            |
| ------------------------------- | ---------------------------------------- | ------------- | ------------- | -------------------------------------------------------- |
| 신랑1교 신랑2교                 |                                          | 논산시        | 연무읍        | 국도 제1호선 구간                                        |
| 마전교차로                      | 황화로 득안대로84번길                    | 논산시        | 연무읍        | 국도 제1호선 구간                                        |
| 신명육교                        | 고내곡로                                 | 논산시        | 연무읍        | 국도 제1호선 구간                                        |
| 고내리                          | 수철길 황화로310번길                     | 논산시        | 연무읍        | 국도 제1호선 구간                                        |
| 황화교                          |                                          | 논산시        | 연무읍        | 국도 제1호선 구간                                        |
| 황화교차로                      | 황화로                                   | 논산시        | 연무읍        | 국도 제1호선 구간                                        |
| 육군훈련소 마산교               |                                          | 논산시        | 연무읍        | 국도 제1호선 구간                                        |
| 연무삼거리                      | 안심로                                   | 논산시        | 연무읍        | 국도 제1호선 구간                                        |
| 마산사거리                      | 연무로                                   | 논산시        | 연무읍        | 국도 제1호선 구간                                        |
| 동산교차로                      | 국가지원지방도 제68호선 (동안로)         | 논산시        | 연무읍        | 국도 제1호선 구간                                        |
| 토양삼거리                      | 안심로                                   | 논산시        | 은진면        | 국도 제1호선 구간                                        |
| 토양사거리                      | 연은로                                   | 논산시        | 은진면        | 국도 제1호선 구간                                        |
| 방축교                          |                                          | 논산시        | 은진면        | 국도 제1호선 구간                                        |
| 방축사거리                      | 매죽헌로 방축길                          | 논산시        | 은진면        | 국도 제1호선 구간                                        |
| 은진사거리                      | 시민로 탑정로                            | 논산시        | 은진면        | 국도 제1호선 구간                                        |
| 소방서사거리                    | 대학로                                   | 논산시        | 취암동        | 국도 제1호선 구간                                        |
| 강산사거리                      | 국도 제1호선 (논산대로)                  | 논산시        | 부창동        | 국도 제1호선 구간                                        |
| 부창사거리                      | 부창로                                   | 논산시        | 부창동        |                                                          |
| 부창과선교                      | 계백로 해월로                            | 논산시        | 부창동        |                                                          |
| 부창1교                         |                                          | 논산시        | 부창동        |                                                          |
| 놀뫼대교밑교차로                | 국도 제23호선 (강변로)                   | 논산시        | 부창동        | 국도 제23호선 구간                                       |
| 논산신대교(놀뫼대교)            |                                          | 논산시        | 부창동        | 국도 제23호선 구간                                       |
| 성동면                          |                                          | 논산시        |               | 국도 제23호선 구간                                       |
| 원봉교                          |                                          | 논산시        |               | 국도 제23호선 구간                                       |
| 논산교차로                      | 국도 제4호선 (대백제로)                  | 논산시        | 광석면        | 국도 제4, 23호선 구간                                    |
| 산동1교                         |                                          | 논산시        | 광석면        | 국도 제4, 23호선 구간                                    |
| 광석교차로                      | 국도 제4호선 지방도 제643호선 (장마루로) | 논산시        | 광석면        | 국도 제4, 23호선 구간                                    |
| 산동3교 광석교                  |                                          | 논산시        | 광석면        | 국도 제23호선 구간                                       |
| 천동교차로 (천동교)             | 논산평야로                               | 논산시        | 광석면        | 국도 제23호선 구간                                       |
| 왕전교차로 (왕전1교) (왕전2교)  | 논산평야로 왕전2길                       | 논산시        | 광석면        | 국도 제23호선 구간                                       |
| 항월교                          |                                          | 논산시        | 광석면        | 국도 제23호선 구간                                       |
| 하도교차로                      | 하도1길                                  | 논산시        | 노성면        | 국도 제23호선 구간                                       |
| 읍내교                          |                                          | 논산시        | 노성면        | 국도 제23호선 구간                                       |
| 노성 교차로 (산성1교) (산성2교) | 지방도 제691호선 (백일헌로) 노성로       | 논산시        | 상월면        | 국도 제23호선 구간                                       |
| 상월교                          |                                          | 논산시        | 상월면        | 국도 제23호선 구간                                       |
| 신충교차로 (신충교)             | 백일헌로                                 | 논산시        | 상월면        | 국도 제23호선 구간 공주 방면 진출 및 익산 방면 진입 불가 |
| 월오교차로                      | 호월로 월오5길                           | 논산시        | 상월면        | 국도 제23호선 구간                                       |
| 월오교                          |                                          | 논산시        | 상월면        | 국도 제23호선 구간                                       |
| 차령로와 직결                   |                                          |               |               |                                                          |

## 주요 건물 및 시설
- 연무초등학교 (충청남도 논산시 연무읍 득안대로 527)